# Kurt Larché
Kurt Larché (* 5. September 1904; † 23. Juni 1986) war ein deutscher Physiker.

## Leben
Kurt Larché studierte am Institut für Experimentalphysik der Universität Halle-Wittenberg bei Gerhard Hoffmann. Im Juli 1931 legte Larché dort seine Dissertation zum Thema Die Leuchtausbeute in Abhängigkeit von der Voltgeschwindigkeit der Elektronen und die relativen Intensitäten von Cadmium- und Zinklinien bei Anregung durch Elektronenstoß vor.
1933 trat er in die Osram Studiengesellschaft für elektrische Beleuchtung in Berlin ein. Dort war er maßgeblich an der Entwicklung der Technologie für Quecksilberdampf-Hochdrucklampen beteiligt. Einer seiner Kollegen in der Studiengesellschaft war Robert Rompe.
Nach dem Zweiten Weltkrieg war Larché in den Wiederaufbau der Studiengesellschaft involviert. Zwischen 1954 und 1963 verantwortete er bei Osram den Aufbau einer Entwicklungsabteilung für Entladungslampen. Larchés Team entwickelte unter anderem die erste kommerziell nutzbare Xenon-Gasentladungslampe für die Filmprojektion und ebnete damit den Weg für modernere Projektionssysteme. 1963 wurde Larché zum Leiter der Osram-Forschung befördert.
Kurz vor der Oscarverleihung 1984 wurde Kurt Larché von der Academy of Motion Picture Arts and Sciences am 31. März 1984 bei den Academy Scientific and Technical Awards mit dem Academy Award of Merit für die Forschung und Entwicklung einer Xenon-Kurzbogenentladungslampe für die Filmprojektion („for the research and development of xenon short-arc discharge lamps for motion picture projection“) ausgezeichnet. Den Preis nahm Lawrence P. Carr, Präsident der US-amerikanischen Osram Sales Corp., entgegen.
Kurt Larché lebte mit seiner Frau Käthe zuletzt im oberbayerischen Bad Wiessee. Er starb im Juni 1986 im Alter von 81 Jahren.

## Schriften
- Die Leuchtausbeute in Abhängigkeit von der Voltgeschwindigkeit der Elektronen und die relativen Intensitäten von Cadmium- und Zinklinien bei Anregung durch Elektronenstoß. Hochschulschrift, Springer, Berlin, 1931.
- mit Hermann Krefft, Fritz Roessler: Spektrale Energieverteilung und Lichtausbeute der Entladung in Quecksilberdampf bei hohen Drucken. Studiengesellschaft für elektrische Beleuchtung, Berlin, 1936.
- mit Hermann Krefft: Quecksilberhochdrucklampen mit Leuchtstoffen. Studiengesellschaft für elektrische Beleuchtung, Berlin, 1938.
- mit Siegried Bahrs: Grundlagen und Aufbau der Quecksilbermischlichtlampe für Allgemeinbeleuchtung. Studiengesellschaft für elektrische Beleuchtung, Berlin, 1940.
- Die neuen Xenon-Hochdrucklampen. Studiengesellschaft für elektrische Beleuchtung, Berlin, 1952.
- Moderne Glüh- und Entladungslampen: Chemische Grundlagen und Leistungen. 1969.